# Laurent Wolf
Laurent Wolf, pseudonimo di Laurent Debuire (Tolosa, 16 novembre 1971), è un disc jockey francese.
È un producer di musica dance. Comincia l'attività di disc jockey a 12 anni circa.
Il suo singolo più importante, No Stress, è stato primo nella classifica SNEP francese oltre ad essere stato diffuso in tutta Europa.

## Biografia
Laurent Wolf iniziò la sua carriera al "Queen" (nota discoteca di Parigi) nel 1992, dove rimane per 10 anni. Parallelamente al noto club parigino, presidenzia anche al "Club St Georges" a Beirut e al "L'Interdit" a Ginevra.
Nel 1995 inizia a produrre con il singolo House Train che si classificò al numero uno nei club francesi per tre settimane consecutive. Lo stesso avvenne più tardi col singolo "House Scream" e il remix di C.I.E, entrambi al numero uno nei club. Nel dicembre del 2001, fondò l'etichetta Darkness, iniziando così a pubblicare singoli e album tra cui i successi internazionali come Saxo, Calinda o Another Brick, arrivando al grandissimo successo di No Stress, nell'estate 2008.
Il suo album Positiv Energy, uscito nel 2004, ha venduto più di 60 000 copie e fu al numero uno delle 20 canzoni electro dell'estate 2004.

## Discografia

### Album in studio
- 2003 – Prive
- 2003 – Sunshine Paradise
- 2004 – Positiv Energy
- 2005 – Afro Dynamic
- 2006 – Hollyworld
- 2008 – Wash My World
- 2010 – Harmony

### Singoli
- 2001 – Octopussy
- 2002 – Afro-Dynamic Part 1
- 2002 – Afro-Dynamic Part 2
- 2002 – Afro-Dynamic Part 3
- 2002 – Energy (con Michael Kaiser)
- 2002 – Hear a Friend
- 2002 – Oriental Dream
- 2002 – Planar/Hear a Friend
- 2002 – Pump It Up
- 2002 – Right All (con Michael Kaiser)
- 2002 – Tiger
- 2002 – Together
- 2003 – Afro-Dynamic Part 4
- 2003 – Saxo
- 2003 – Sunshine Paradise
- 2003 – Work
- 2003 – About That
- 2003 – Rock Machine
- 2006 – Another Brick
- 2008 – No Stress
- 2008 – Wash My World
- 2009 – Seventies
- 2009 – Explosion
- 2009 – Walk the Line
- 2010 – Survive
- 2010 – 2012: Not the End of the World
- 2010 – Suzy
- 2014 – Kill the Beast